# Європейська асоціація просування науки та технології
Європейська асоціація просування науки та технології, або Євронаука (European Association for the Promotion of Science and Technology; Euroscience) – пан'європейська масова організація з підтримки та просування науки та технологій у Європі,заснована  в 1997 році.
Нині президентом Євронауки є директор Каталонського дослідницького та  інноваційного фонду в Барселоні професор Енрик Банда (Enric Banda). Раніше президентом був Жан-Патрік Конрад (Jean-Patrick Connerade) – заслужений професор фізики Імперського коледжу Лондонського університету, теперішній президент Європейської академії наук, мистецтв і літератури. Членами Євронауки є більше 2100 представників з понад 40 країн.
Членами Євронауки можуть бути європейські вчені всіх дисциплін (природничі, математичні, медичні, технічні, соціальні, гуманітарні науки та мистецтво) з університетів, дослідницьких інститутів, індустріального сектору, а також політики, бізнесмени та  представники  громадськості різних профілів.
Євронаука відкрита для професійних дослідників, наукових адміністраторів, аспірантів, інженерів, політиків, учителів, промисловиків і взагалі громадян, що цікавляться наукою й технологіями в їх зв’язку з суспільством.
Євронаука організує зібрання на міжнародному та регіональному рівнях, публікує праці, проводить дискусії в Інтернеті.
Завдання  Євронауки: 
- забезпечення відкритого форуму для дебатів з наукової, технологічної та дослідницької політики в Європі;
-  зміцнення зв’язків між наукою та суспільством;
- сприяння створенню об’єднаної наукової та технологічної системи Європи;
- зміцнення зв’язків між дослідницькими організаціями та політикою на національному та європейському рівнях; 
- посилення значення Європейського Союзу в розвитку науки та техніки;
- позитивний вплив науки та технологій на політику.
Євронаука є базовою організацією Євронаукового відкритого форуму (ЄНВФ, ESOF), який сприяє залученню в європейську науку вчених, керівників бізнесу, політиків. Цей форум проводиться кожні два роки в європейських містах. Форум приймали: в  2004 р. – Стокгольм; 2006 – Мюнхен; 2008 – Барселона; 2010 – Турин. У 2012 році заплановано Форум у  Дубліні.